# Mont Charvin (massif des Arves)
Pour les articles homonymes, voir Charvin.
Le mont Charvin est un sommet du massif des Arves, situé dans la vallée de l'Arvan en Savoie. Il culmine à 2 207 mètres d'altitude.

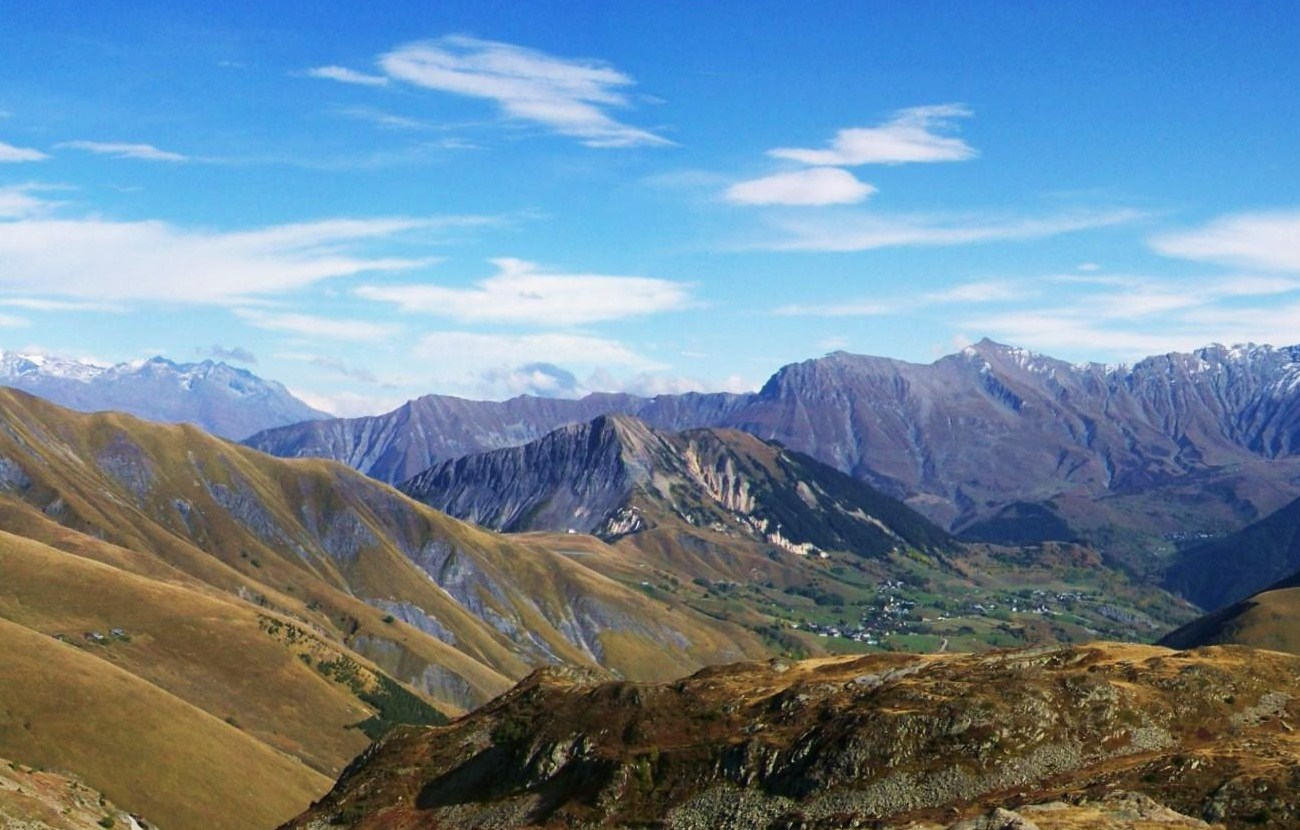
Le mont Charvin (au centre) depuis le col de la Croix-de-Fer.